# 加賀あくる
加賀 あくる（かが あくる）は、 日本の漫画家。女性。血液型はA型。

## 特徴
主として、『COMICポプリクラブ』（マックス）・『COMIC BAVEL』（文苑堂）に作品を発表していた。男女とも丸顏で幼い感じのするかわいらしい絵柄のキャラクターを描く。ふんわかした雰囲気が特徴。基本は純愛物。
少女漫画の影響でお姫様や変身ヒロインをテーマに描いてきたが、ギャルゲーやライトノベルに熱中し、当時のお気に入りの作品で漫画にしてみたかった作品の同人活動をしていた。モバマスに熱中しており、双葉杏が好みだという。ふわふわのほほんのマイペース娘や、強気のツンデレ娘、外見はもふもふふかふかとした見た目の女の子が好きであるという。髪の毛はセミロングからロングで、ロリータ調の子が好みということである。

## 作品リスト

### 単行本
- 『初恋メルト』[4] 2016年12月28日発売[5]、文苑堂〈EUROPA COMICS〉、ISBN 978-4-86117-263-2
  - 桜色恋 （COMICポプリクラブ 2014年5月号）
  - 君の部屋で… （COMIC BAVEL 2016年8月号）
  - めいどなじかん （COMIC BAVEL 2016年12月号）
  - 暑がりな彼女。 （COMICポプリクラブ 2015年9月号）
  - ちっちゃくて不器用な先輩。 （COMICポプリクラブ 2015年5月号）
  - 純情許嫁日和 （COMICポプリクラブ 2015年1月号）
  - 放課後のひみつ （COMICポプリクラブ 2014年9月号）
  - 清く正しく! （COMICポプリクラブ 2013年12月号）
  - 夢見るキセツ。 （COMICポプリクラブ 2013年7月号）
  - 寒がりな彼女。 （COMICポプリクラブ 2013年2月号）
  - その後の桜色恋 （描き下ろし）
  - その後のちっちゃくて不器用な先輩。 （描き下ろし）

### 読み切り
- 寒がりな彼女。 （COMICポプリクラブ 2013年2月号）
- 夢見るキセツ。 （COMICポプリクラブ 2013年7月号）
- 清く正しく! （COMICポプリクラブ 2013年12月号）
- 放課後のひみつ （COMICポプリクラブ 2014年9月号）
- 暑がりな彼女。[注 1] （COMICポプリクラブ 2015年9月号）